# Arteria recurrens ulnaris

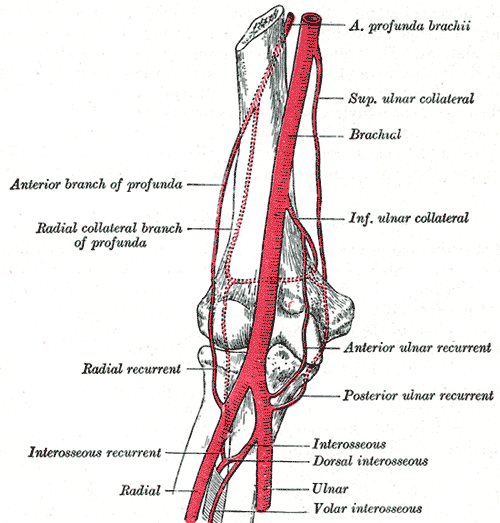
Oberarmarterien des Menschen

Die Arteria recurrens ulnaris („rückläufige Ellenarterie“) ist eine kleine Schlagader des Unterarms. Sie entspringt dicht unterhalb des Ellbogengelenks aus der Ellenarterie. Sie zieht rückläufig zur Ellenbogenbeuge, wird dabei vom Nervus medianus überkreuzt und teilt sich in zwei Hauptäste. Der Ramus posterior („hinterer Ast“) verläuft hinter, der Ramus anterior („vorderer Ast“) vor dem Epicondylus medialis des Oberarmknochens zum Gefäßgeflecht des Ellenbogens (Rete articulare cubiti). Dort anastomosieren die Äste mit der Arteria collateralis ulnaris inferior und der Arteria collateralis ulnaris superior.